# معارك الراب الملحمي التاريخي
معارك الراب الملحمي التاريخي (بالإنجليزية: Epic Rap Battles of History)‏ وتعرف اختصاراً إي أر بي (بالإنجليزية: ERB)‏ وهي أغاني راب تقدم شخصيات تاريخية وخيالية تتنافس فيما بينها بطريقة كوميدية وتعرض على اليوتيوب وقد أسس هذه المجموعة بيتر شوكوف الملقب بنايس بيتر و يويد ألكيست الملقب بإيبك يويد، وقد تم تقديم عدة أغاني كمنافسات راب بين شخصيات تاريخية أو خيالية من الأفلام الأمريكية بعد أن تم تأسيسها في 26 سبتمبر 2010 وقد حازت الأغاني على نسب مشاهدة عالية، أبرز ألذين يمثلون في هذه الأغاني هم ليزا دونوفان وترابهيك وجورج واتسكي ودي ستورم باور وجيسي ويلنس وجينا ماربلس وريت أند لينك و فرقة سموش وشارك أيضاً في هذه الأغاني عدة مغني راب مشهورين مثل سنوب دوغ وتشالي تو نا وويرد أل يانكوفيك و الممثل الكوميدي كيغان مايكل كاي وجوردان بيل، وقد حازت هذه الأغاني على عدد مشاهدات كبير في اليوتيوب.

## المواجهات

### الموسم الأول (2010-2011)
- جون لينون ضد بيل أورايلي
- دارث فيدر ضد أدولف هتلر
- أبراهام لينكون ضد تشاك نوريس
- سارة بالين ضد لايدي غاغا
- جستن بيبر ضد لودفيج فان بيتهوفن
- هولك هوجان ضد كيم جونغ إل
- ألبرت أينشتاين ضد ستيفن هوكينغ
- جنكيز خان ضد أرنب الفصح
- نابليون بونابارت ضد نابليون ديناميت
- بنيامين فرانكلين ضد بيلي مايس
- دكتور سوس ضد وليام شكسبير
- كريستوفر كولومبوس ضد كابتن كيرك
- نايس بيتر ضد إيبك لويد

### الموسم الثاني (2011-2013)
- أدولف هتلر ضد دارث فيدر
- ماستر شيف ضد ليونيداس
- ماريو مع لويجي ضد الأخوان رايت
- مايكل جاكسون ضد ألفيس بريسلي
- مارلين مونرو ضد كليوباترا السابعة
- ستيف جوبز ضد بيل غيتس
- فرانك سيناترا ضد فريدي ميركوري
- باراك أوباما ضد ميت رومني أثناء فترة الانتخابات الأمريكية.
- بروس لي ضد كلينت إيستوود
- شارلوك هولمز ضد باتمان
- مهاتما غاندي ضد مارتن لوثر كينغ
- توماس إديسون ضد نيكولا تسلا
- بيب روث ضد لانس أرمسترونغ
- فولفغانغ أماديوس موتسارت ضد سكريليكس
- غريغوري راسبوتين ضد جوزيف ستالين ضد فلاديمير لينين ضد ميخائيل غورباتشوف ضد فلاديمير بوتين

### الموسم الثالث (2013-2014)
- دارث فيدر ضد أدولف هتلر 3
- اللحية السوداء ضد أل كابوني
- مايلي سايرس ضد جان دارك
- مايكل جوردن ضد محمد علي كلاي
- دونالد ترامب ضد إبنزر سكروج
- والتر وايت ضد ريك غرايمس
- سوبرمان ضد سون غوكو
- إدغار ألان بو ضد ستيفن كينغ
- بيل نآي ضد إسحاق نيوتن
- ويليام والاس ضد جورج واشنطن
- الفنانين ليوناردو دا فينشي ودوناتيلو ورفائيل ومايكل أنجلو ضد سلاحف النينجا ألذين يحملون نفس اسمائهم.

### الموسم الرابع (2014-2015)
- مدمروا الخرافات ضد غوستباسترز
- روميو وجولييت ضد بوني وكلايد
- زيوس ضد ثور
- هانيبال ليكتر ضد جاك السفاح
- أوبرا وينفري ضد ألين دي جينيريس
- ستيفن سبيلبرغ ضد ألفرد هيتشكوك
- لويس وكلارك ضد بيل وتيد
- دايفيد كوبرفيلد وهاري هوديني
- روبوكوب ضد تيرميناتور
- الفلاسفة الشرقيون (كونفوشيوس وسن تزو ولاوتزه) ضد الفلاسفة الغربيون (سقراط ونيتشه وفولتير)
- شاكا زولو ضد يوليوس قيصر
- جيم هينسون ضد ستان لي
- ديدبول ضد بوبا فيت

### الموسم الخامس (2016-2017)
- جون ر. تولكين ضد جورج ر. ر. مارتن
- غوردون رامزي ضد جوليا تشايلد
- فريدريك دوغلاس ضد توماس جيفرسون
- جيمس بوند ضد أوستن باورز
- بروس جينر ضد بروس بانر
- إسكندر الكبير ضد إيفان الرهيب ثم ضد فريدريك الكبير وبومبيوس الكبير وكاترين الثانية
- دونالد ترامب ضد هيلاري كلينتون خلال فترة الإنتخابات الأمريكية 2016
- آش كيتشام ضد تشارلز داروين
- المرأة المعجزة ضد ستيفي وندر
- توني هوك ضد واين جريتزكي
- تيودور روزفلت ضد ونستون تشرشل
- نايس بيتر ضد إيبك لويد (مرة ثانية)
- إيلون مسك ضد مارك زوكربيرغ

## روابط خارجية
- معارك الراب الملحمي التاريخي على موقع IMDb (الإنجليزية)
- معارك الراب الملحمي التاريخي على موقع ميوزك برينز (الإنجليزية)
- معارك الراب الملحمي التاريخي على موقع قاعدة بيانات الفيلم (الإنجليزية)